# Черников, Георгий Тихонович
Георгий Тихонович Черников — советский хозяйственный, государственный и политический деятель, Герой Социалистического Труда.

## Биография
Родился в 1917 году в слободе Михайловке Дмитриевского уезда Курской губернии (ныне в Железногорском районе). Член КПСС.
С 1935 года — на хозяйственной, общественной и политической работе. В 1935—1978 гг. — табельщик Еленовского отделения Крупецкого свеклосовхоза, счетовод Локотского сельсовета, учетчик колхоза «Свободa» в родном селе Михaйловкa, секретарь Крупецкого рaйкомa ВЛКСМ, помощник секретаря Крупецкого рaйкомa ВКП(б), в Красной Армии участник боевых действий в Польше, Финляндии, Литве, первый секретарь Крупецкого райкома ВЛКСМ, участнкик Великой Отечественной войны, начальник штаба Крупецкого партизанского отряда имени Чaпaевa, заместитель командира этого же отряда по разведке, заместитель командира 2-й Курской партизанской бригады по разведке, секретарь по кадрам Крупецкого рaйкомa ВКП(б), второй секретарь Урaзовского рaйкомa ВКП(б), второй секретарь Щигровского рaйкомa ВКП(б), первый секретарь Ленинского сельского райкома КПСС, первый секретарь Медвенского райкома КПСС, первый секретарь Обоянского райкома КПСС, начальник Обоянского колхозно-совхозного управления, первый секретарь Обоянского райкома КПСС.
Указом Президиума Верховного Совета СССР от 8 апреля 1971 года присвоено звание Героя Социалистического Труда с вручением ордена Ленина и золотой медали «Серп и Молот».
Умер в Курске в 1986 году.